# Сельское поселение «Билитуйское»
Се́льское поселе́ние «Билитуйское» — муниципальное образование в Забайкальском районе Забайкальского края Российской Федерации.
Административный центр — посёлок железнодорожной станции Билитуй.

## История
Статус и границы сельского поселения установлены Законом Читинской области от 19 мая 2004 года «Об установлении границ, наименований вновь образованных муниципальных образований и наделении их статусом сельского, городского поселения в Читинской области».

## Население
| 2010  | 2011  | 2012  | 2013  | 2014  | 2015  | 2016  |
| ----- | ----- | ----- | ----- | ----- | ----- | ----- |
| 1475  | ↘1470 | ↗1503 | ↗1544 | ↗1545 | ↗1550 | ↗1551 |
| 2017  | 2018  | 2019  | 2020  | 2021  |       |       |
| ↘1528 | ↘1489 | ↘1477 | ↘1462 | ↘1455 |       |       |

## Состав сельского поселения
| № | Населённый пункт | Тип населённого пункта                                  | Население |
| - | ---------------- | ------------------------------------------------------- | --------- |
| 1 | Билитуй          | посёлок железнодорожной станции, административный центр | ↘1455     |